# Skunk (Waffe)

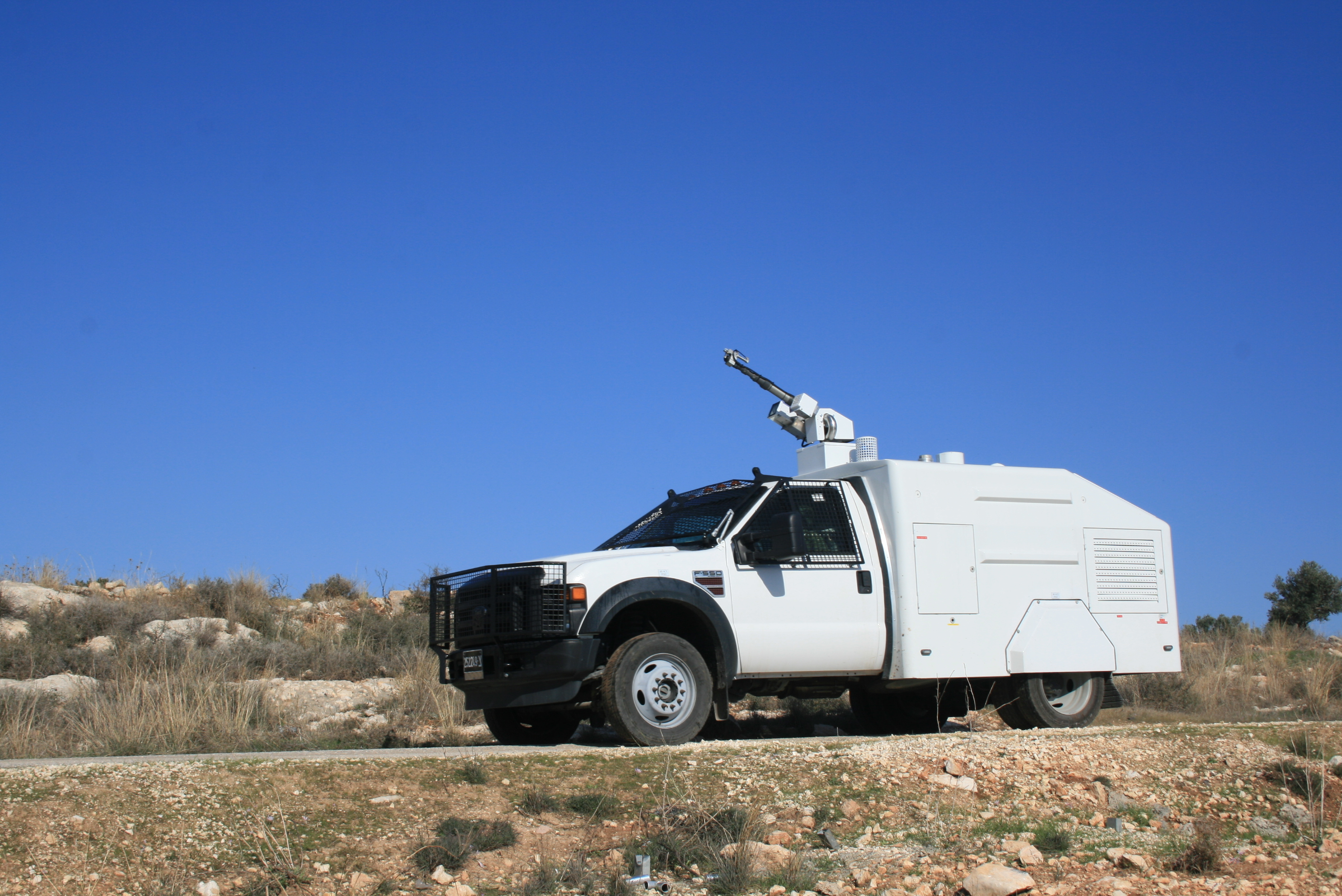
Wasserwerfer mit Skunk, Bil'in

Skunk ist ein übel riechendes, nichttödliches Kampfmittel, welches von den Israelischen Verteidigungsstreitkräften (IDF) für Crowd Control eingesetzt wird. Außerdem wird es an ausländische Sicherheitskräfte auf der ganzen Welt vermarktet. Entwickelt und produziert wird Skunk von Ordotec zusammen mit den zwei unterstützenden Firmen Man und Beit-Alfa Technologies. Die stark übel riechende Flüssigkeit wurde als eine Verbesserung gegenüber anderen von den IDF gegenüber palästinensischen Demonstranten benutzten ‚Crowd Control‘-Waffen, wie z. B. Gummigeschossen oder Tränengas, vermarktet.

## Produkt

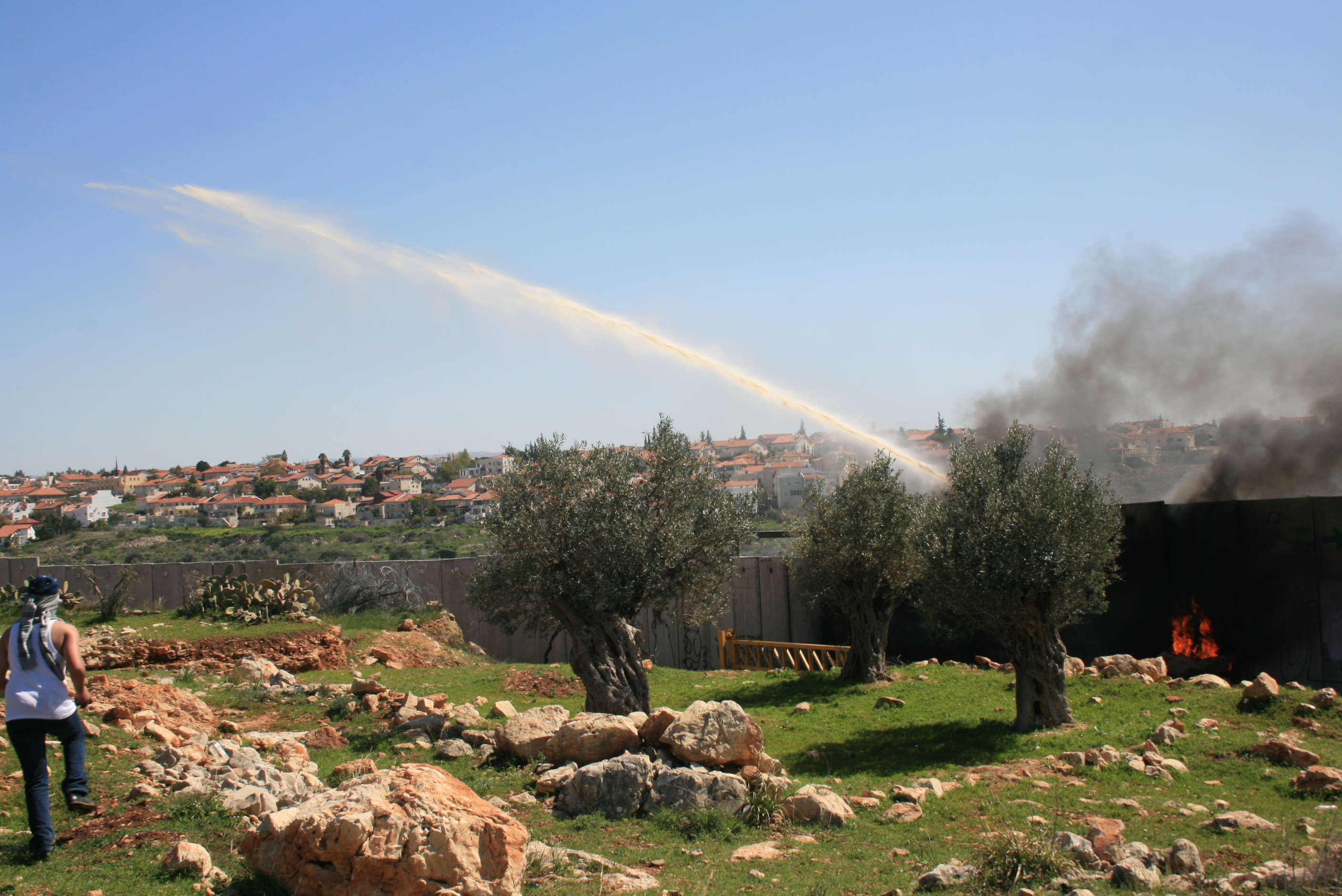
Einsatz in Ni'lin während einer Demonstration 2012

Es wurde berichtet, dass es sich bei dem Stoff um eine Mischung aus Backpulver, Hefe und anderen organischen und nicht-toxischen Bestandteilen handelt. Der Name wurde in Anlehnung an den Namen des Skunks (Stinktier) gewählt. Skunk wird mit Wasserwerfern abgeschossen und verursacht einen gelben Nebel, der bei Kontakt einen starken fäulnis- oder abwasserähnlichen Geruch hinterlässt. Skunk wird auch in Handkanistern und Granaten verkauft. Skunk wird weltweit vermarktet, insbesondere an die Stadtpolizeien in den Vereinigten Staaten.
Ein BBC-Reporter beschrieb die Wirkung der Waffe folgendermaßen:

“Imagine the worst, most foul thing you have ever smelled. An overpowering mix of rotting meat, old socks that haven’t been washed for weeks – topped off with the pungent waft of an open sewer. . .Imagine being covered in the stuff as it is liberally sprayed from a water cannon. Then imagine not being able to get rid of the stench for at least three days, no matter how often you try to scrub yourself clean.”

„Stellen Sie sich die schlimmste, übelste Sache vor, die Sie jemals gerochen haben. Eine überwältigende Mischung aus verrottetem Fleisch, alten, wochenlang nicht gewaschenen Socken – abgerundet durch einen scharfen Schwall eines offenen Abflussrohrs ... Stellen Sie sich vor, Sie werden mit dem Zeug bedeckt, während es großzügig aus einem Wasserwerfer geschossen wird. Stellen Sie sich dann vor, Sie könnten den Gestank mindestens drei Tage lang nicht loswerden, egal wie oft Sie versuchen, sich sauber zu schrubben.“

Ein Reuter-Reporter beschrieb den Effekt mit folgenden Worten:

“Imagine taking a chunk of rotting corpse from a stagnant sewer, placing it in a blender and spraying the filthy liquid in your face. Your gag reflex goes off the charts and you can't escape, because the nauseating stench persists for days.”

„Stellen Sie sich vor, Sie nehmen ein gutes Stück verrottende Leiche aus einem stehenden Abwasserkanal, geben es in einen Mixer und sprühen die widerliche Flüssigkeit in Ihr Gesicht. Ihr Würgereflex wird jenseits von Gut und Böse sein und Sie können ihm nicht entkommen, weil der widerliche Gestank tagelang anhält.“

Bei einem Test in Indien versagte Skunk jedoch auf ganzer Linie. Laut einem Bericht der Hindustan Times wurde vermutet, dass kulturelle Unterschiede in der Geruchswahrnehmung die Wirkung der Skunk-Waffe beeinflusst haben könnten.
Die Anwendung des Produktes kann neben Übelkeit, Erbrechen und Hautausschlag auch zu Verletzungen durch die Kraft des Wasserwerfers führen. Es gibt außerdem Anzeichen dafür, dass der starke Hustenreiz auch zu Atemnot führen kann.

## Neutralisierung
Der Hersteller verkauft eine spezielle Seife, welche den Geruch von Skunk neutralisieren kann, jedoch nur an die staatlichen Behörden. Es wurde berichtet, dass das Einreiben mit Ketchup und anschließende Abwaschen mit Wasser eine ebenfalls neutralisierende Wirkung hat.

## Geschichte

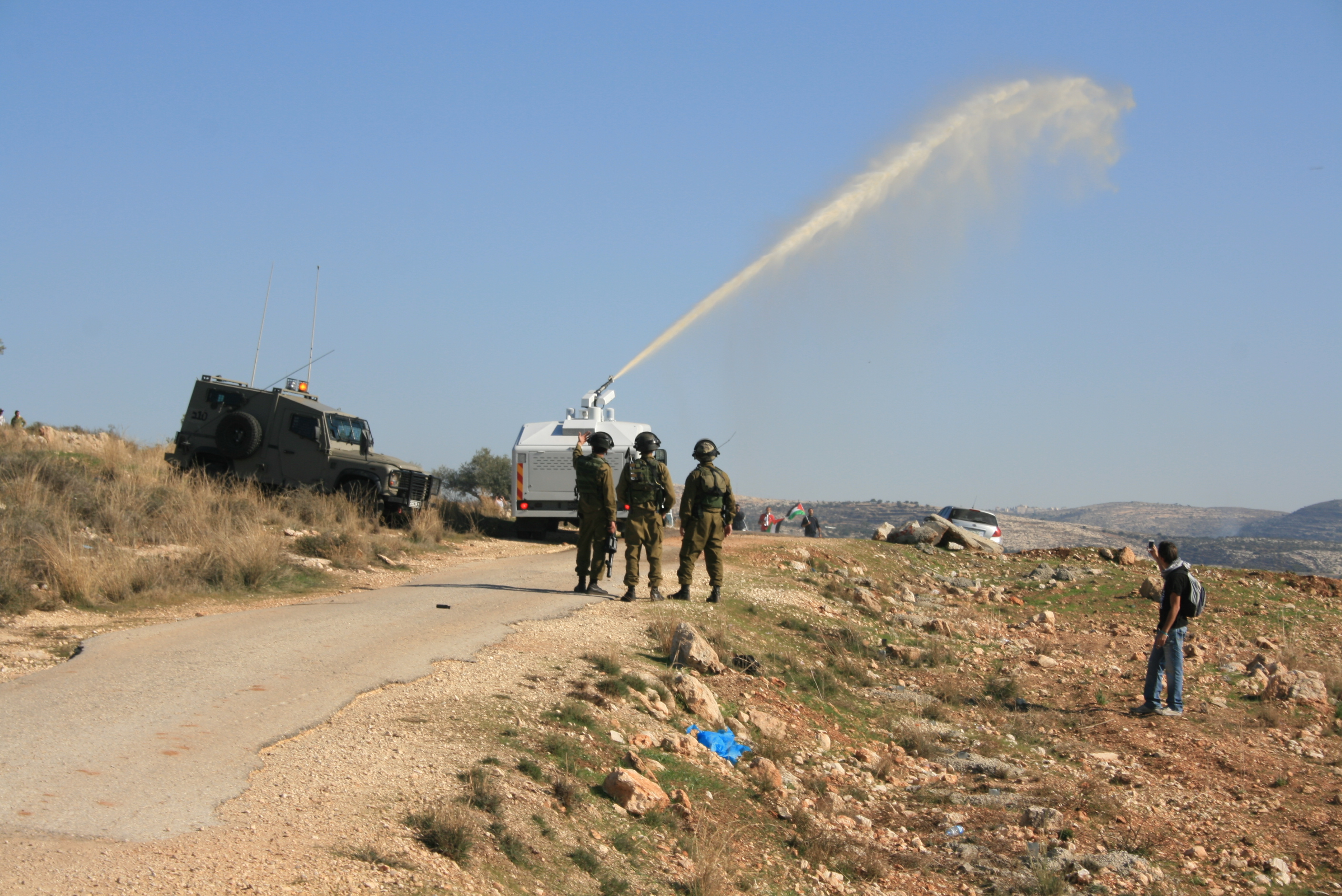
Skunk-Einsatz in Bil'in

Die ersten Entwicklungsversuche einer geruchsbasierte Form von Crowd Control starteten durch Rafael Advanced Defense Systems im Jahr 2004 in Israel. Die IDF überdachten damals eine Änderung in ihrer Vorgehensweise auf Demonstranten zu schießen. Nachdem 2003 der 21-jährige Gil Na'amati bei einem Protest in der Nähe des Dorfes Mas-ha im Westjordanland nach dem Überwinden einer Absperrung durch israelische Sicherheitskräfte erschossen wurde, adoptierten diese neue Methoden, um Demonstrantengruppen zu zerstreuen. Die Entwicklung von Skunk folgte zahlreichen Anschuldigungen, gegenüber protestierenden Palästinensern unverhältnismäßig hohe Gewalt in Form von Gummigeschossen und Tränengas zu verwenden.
Der erste Einsatz von Skunk fand Berichten zufolge im August 2008 im palästinensischen Dorf Ni'lin statt, wo es tägliche Proteste nach einer neu errichteten Sicherheitsabsperrung gab. Das Versprühen von Skunk entwickelte sich zu einer bevorzugten Maßnahme gegen palästinensische Demonstranten und zivilen Ungehorsam.
In Hebron wurde Skunk am 26. Februar 2012 eingesetzt, um eine Menge von schätzungsweise 1000 Demonstranten zu zerstreuen, die Berichten zufolge dem Massaker in der Grotte der Patriarchen gedachten. Dabei wurde wohl auch ein unbeteiligter Trauerzug getroffen. Eingesetzt wurde Skunk außerdem 2015 während Zusammenstößen bei einer Demonstration für die Freilassung des palästinensischen Hungerstreikers Mohammad Allan in Aschkelon.
2017 begannen israelische Kräfte Skunk gegen ultraorthodoxe jüdische Demonstranten einzusetzen. Sommer 2021 wurde es großflächig auf offene Plätze in Ost-Jerusalem wie dem Damaskustor aufgebracht.

## Reaktionen
U. a. Amnesty International, B'Tselem und die Vereinigung für Bürgerrechte in Israel kritisierten den Einsatz durch die IDF. Dabei wurde beispielsweise der Einsatz gegenüber unbeteiligten Personen, Geschäften und Wohnhäusern angeführt.